# 毎朝御拝
毎朝御拝（まいちょうごはい）は、近代以前の天皇が毎朝行っていた宮中祭祀である。
この祭祀は内裏清涼殿の「石灰壇」という殿内であっても外の地面に降り立っている（庭上下御/庭上下座）ことを表す特殊な祭祀施設にて、毎朝、天皇自身によって伊勢神宮が存在する東南に向かって天下泰平を祈った神事である。
尚、明治以降も侍従による宮中三殿への代拝という形で「毎朝御代拝」として現在も続けられている。

## 概要
文献で確認できる毎朝御拝の初出は、平安時代の『宇多天皇御記』仁和四年（888年）10月19日条逸文である。通説ではこれが初例とされているが、宇多天皇は大嘗祭を一か月後に控えて以前からの慣習により毎朝御拝を開始したのであり、いつまで遡れるかは判然とせず、宇多天皇以前の天皇も行っていた可能性はある。この天皇が毎朝行う毎朝御拝は以後、近世になっても受け継がれていることは「後水尾院当時年中行事」によって確認されている。
中世以来、その作法は白川家から伝授されることとなっていたが、御拝の後、御祝詞の前に三種大祓を唱えることとされていたが、これは戦国時代に付け加えられた可能性が高いという。また毎朝御拝の後には常御所にて『鏡御拝』が行われたが、これも後陽成天皇が創始した可能性があるという。幕末にはこの他に剣璽の間にて『剣御御拝』が行われたという。

## 来歴と変遷
天皇親祭の歴史は自ら「ウツシイワイ」を行ったという神武天皇や、自ら神床に通夜し夢告を受けたという崇神天皇の記事に、その様子が伝えられている。しかし、古来より新嘗祭、大嘗祭、神今食に親祭が見られ、遥拝ではあるものの「記紀」の日本神話に記された「同床共殿」の神勅の精神を反映してきたものと思われ、平安京大内裏の神嘉殿成立を経て、宇多天皇のころに内侍所における「神鏡奉斎」と清涼殿における「毎朝御拝」が成立したと思われる。
石野浩司は「毎朝御拝」を創祀したのは宇多天皇本人であるとし、古代中国の聖天子である堯・舜の皇帝祭祀への憧れと日本紀講書による『日本書紀』の影響と伊勢神宮への崇敬が本祭祀を成立せしめたとする。
宇多天皇の記録には「わが国は神国である。よって毎朝四方の大中小の神祇を敬拝する。敬拝のことは、今より始まる。以後一日たりとも怠ること無し」（『宇多天皇御記』仁和四年十月十九日条）と記してあり、宇多天皇の時代に嵯峨天皇の弘仁年間に成立した「元旦四方拝」を前提としてその制度化と「毎朝御拝」の創祀があったと考えられている。
遥拝の対象は、当初から伊勢神宮、内侍所が主であるが時代ごとに諸社や北斗が加えられたとする。
平安内裏は天徳四年に焼失したが、その後の閑院内裏、富小路内裏でも石灰壇は再建された。しかし、それ以降は板間「御帳之間」に御屏風二帖をめぐらし「石灰壇代」とし神事を継続した。その後、江戸時代の安政内裏の再建の際に石灰壇も再建された。

## 孝明天皇の例
孝明天皇が安政五年六月十七日に公卿勅使・三社奉幣発遣に伴って行われた天皇御拝儀によれば
天皇は丑刻（午前二時）に起床、内侍所で御鈴の儀、潔斎の後、朝餉御座にて宸筆宣命を染書。

この後、清涼殿内の石灰壇にて「石灰壇御拝」、常の御所に戻られ「鏡拝」。
以上が日常の朝拝儀（毎朝御拝）とある。

## 御歴代の例
- よろづ民うれへなかれと朝ごとに いのるこころを神やうくらむ - 後花園天皇御製[14]
- 朝な朝な神の御前に引く鈴の おのずから澄むこころをぞ思ふ - 霊元天皇御製[15]
- 身のうえは何か思はむ 朝な朝な国やすかれといのるこころに - 櫻町天皇御製[16]